# Molpré
Molpré korábbi község (település) Franciaországban, Jura megyében. 2016. január 1-jén és Esserval-Combe községgel egyesült és Mièges új község része lett.
Lakosainak száma 29 fő (2018. január 1.). Molpré Censeau, Longcochon, Communailles-en-Montagne, Mièges, Mignovillard és Nozeroy községekkel határos.

## Népesség
A település népességének változása:
| Lakosok száma | 51   | 53   | 38   | 32   | 33   | 29   | 22   | 21   | 28   | 29   |
|               | 1962 | 1968 | 1982 | 1990 | 1999 | 2008 | 2011 | 2013 | 2017 | 2018 |